# Statistiche della Coppa del Mondo di rugby 1995

## Statistiche di squadra
| #  | Squadra           | G | V | N | P | P+  | P-  | P±   | MT | TR | CP | DG |
| -- | ----------------- | - | - | - | - | --- | --- | ---- | -- | -- | -- | -- |
| V  | Sudafrica         | 6 | 6 | 0 | 0 | 125 | 52  | +77  | 13 | 8  | 18 | 3  |
| F  | Nuova Zelanda     | 6 | 5 | 0 | 1 | 327 | 119 | +208 | 41 | 34 | 14 | 4  |
| SF | Francia           | 6 | 5 | 0 | 1 | 184 | 87  | +97  | 17 | 9  | 26 | 1  |
| SF | Inghilterra       | 6 | 4 | 0 | 2 | 158 | 146 | +12  | 11 | 8  | 25 | 4  |
| QF | Australia         | 4 | 2 | 0 | 2 | 109 | 66  | +43  | 12 | 11 | 9  | 0  |
| QF | Scozia            | 4 | 2 | 0 | 2 | 179 | 75  | +104 | 20 | 14 | 17 | 0  |
| QF | Irlanda           | 4 | 2 | 0 | 2 | 105 | 130 | −25  | 13 | 11 | 6  | 0  |
| QF | Samoa Occidentali | 4 | 2 | 0 | 2 | 110 | 130 | −20  | 14 | 8  | 8  | 0  |
| 3G | Galles            | 3 | 1 | 0 | 2 | 89  | 68  | +21  | 9  | 7  | 8  | 2  |
| 3G | Canada            | 3 | 1 | 0 | 2 | 45  | 50  | −5   | 4  | 2  | 6  | 1  |
| 3G | Italia            | 3 | 1 | 0 | 2 | 69  | 94  | −25  | 7  | 5  | 7  | 1  |
| 3G | Tonga             | 3 | 1 | 0 | 2 | 44  | 90  | −46  | 6  | 4  | 2  | 0  |
| 4G | Argentina         | 3 | 0 | 0 | 3 | 69  | 87  | −18  | 8  | 4  | 7  | 0  |
| 4G | Romania           | 3 | 0 | 0 | 3 | 14  | 97  | −83  | 1  | 0  | 2  | 1  |
| 4G | Costa d'Avorio    | 3 | 0 | 0 | 3 | 29  | 172 | −143 | 3  | 1  | 4  | 0  |
| 4G | Giappone          | 3 | 0 | 0 | 3 | 55  | 252 | −197 | 8  | 6  | 1  | 0  |

## Statistiche individuali

### Mete
| Mete | Giocatore            |
| ---- | -------------------- |
| 7    | Marc Ellis           |
| 7    | Jonah Lomu           |
| 5    | Rory Underwood       |
| 5    | Gavin Hastings       |
| 4    | Thierry Lacroix      |
| 4    | Adriaan Richter      |
| 4    | Chester Williams     |
| 3    | Joe Roff             |
| 3    | Émile Ntamack        |
| 3    | Philippe Saint-André |
| 3    | Gareth Thomas        |
| 3    | Paolo Vaccari        |
| 3    | George Harder        |
| 3    | Josh Kronfeld        |
| 3    | Glen Osborne         |
| 3    | Eric Rush            |
| 3    | Walter Little        |
| 3    | Jeff Wilson          |
| 2    | Al Charron           |
| 2    | Brian Lima           |

### Punti
| Punti | Giocatore        |
| ----- | ---------------- |
| 112   | Thierry Lacroix  |
| 104   | Gavin Hastings   |
| 84    | Andrew Mehrtens  |
| 79    | Rob Andrew       |
| 61    | Joël Stransky    |
| 47    | Michael Lynagh   |
| 45    | Simon Culhane    |
| 41    | Neil Jenkins     |
| 39    | Diego Domínguez  |
| 35    | Marc Ellis       |
| 35    | Jonah Lomu       |
| 34    | Darren Kellet    |
| 26    | José Cilley      |
| 25    | Gareth Rees      |
| 25    | Rory Underwood   |
| 25    | Eric Elwood      |
| 23    | Gavin Johnson    |
| 21    | Jon Callard      |
| 20    | Adriaan Richter  |
| 20    | Chester Williams |

## Affluenza
| Data           | Incontro                              | Impianto                          | Spettatori |
| -------------- | ------------------------------------- | --------------------------------- | ---------- |
| 24 giugno 1995 | Sudafrica — Nuova Zelanda 15-12       | Ellis Park, Johannesburg          | 62 000     |
| 25 maggio 1995 | Sudafrica — Australia 27-18           | Newlands, Città del Capo          | 51 000     |
| 18 giugno 1995 | Inghilterra — Nuova Zelanda 29-45     | Newlands, Città del Capo          | 51 000     |
| 10 giugno 1995 | Sudafrica — Samoa Occidentali 42-14   | Ellis Park, Johannesburg          | 50 000     |
| 30 maggio 1995 | Sudafrica — Romania 21-8              | Newlands, Città del Capo          | 45 000     |
| 31 maggio 1995 | Nuova Zelanda — Galles 34-9           | Ellis Park, Johannesburg          | 45 000     |
| 17 giugno 1995 | Sudafrica — Francia 19-15             | Kings Park, Durban                | 45 000     |
| 3 giugno 1995  | Francia — Scozia 22-19                | Loftus Versfeld, Pretoria         | 40 000     |
| 27 maggio 1995 | Irlanda — Nuova Zelanda 19-43         | Ellis Park, Johannesburg          | 38 000     |
| 22 giugno 1995 | Inghilterra — Francia 9-19            | Loftus Versfeld, Pretoria         | 38 000     |
| 11 giugno 1995 | Australia — Inghilterra 22-25         | Newlands, Città del Capo          | 35 448     |
| 4 giugno 1995  | Irlanda — Galles 24-23                | Ellis Park, Johannesburg          | 35 000     |
| 3 giugno 1995  | Sudafrica — Canada 20-0               | Boet Erasmus, Port Elizabeth      | 31 000     |
| 27 maggio 1995 | Argentina — Inghilterra 18-24         | Kings Park, Durban                | 30 000     |
| 11 giugno 1995 | Nuova Zelanda — Scozia 48-30          | Loftus Versfeld, Pretoria         | 28 000     |
| 27 maggio 1995 | Giappone — Galles 10-57               | Free State Stadium, Bloemfontein  | 25 000     |
| 4 giugno 1995  | Giappone — Nuova Zelanda 17-145       | Free State Stadium, Bloemfontein  | 25 000     |
| 26 maggio 1995 | Costa d'Avorio — Scozia 0-89          | Olympia Park, Rustenburg          | 24 000     |
| 26 maggio 1995 | Francia — Tonga 38-10                 | Loftus Versfeld, Pretoria         | 22 000     |
| 30 maggio 1995 | Scozia — Tonga 41-5                   | Loftus Versfeld, Pretoria         | 21 000     |
| 31 maggio 1995 | Inghilterra — Italia 27-20            | Kings Park, Durban                | 21 000     |
| 4 giugno 1995  | Inghilterra — Samoa Occidentali 44-22 | Kings Park, Durban                | 20 000     |
| 10 giugno 1995 | Francia — Irlanda 36-12               | Kings Park, Durban                | 20 000     |
| 26 maggio 1995 | Canada — Romania 34-3                 | Boet Erasmus, Port Elizabeth      | 18 000     |
| 30 maggio 1995 | Francia — Costa d'Avorio 54-18        | Olympia Park, Rustenburg          | 17 000     |
| 31 maggio 1995 | Australia — Canada 27-11              | Boet Erasmus, Port Elizabeth      | 16 000     |
| 3 giugno 1995  | Costa d'Avorio — Tonga 11-29          | Olympia Park, Rustenburg          | 16 000     |
| 3 giugno 1995  | Australia — Romania 42-3              | Stadio Danie Craven, Stellenbosch | 15 542     |
| 30 maggio 1995 | Argentina — Samoa Occidentali 26-32   | Basil Kenyon, East London         | 15 000     |
| 31 maggio 1995 | Irlanda — Giappone 50-28              | Free State Stadium, Bloemfontein  | 15 000     |
| 27 maggio 1995 | Italia — Samoa Occidentali 18-42      | Basil Kenyon, East London         | 12 000     |
| 4 giugno 1995  | Argentina — Italia 25-31              | Basil Kenyon, East London         | 12 000     |